# 알라딘의 요술 램프
알라딘의 요술 램프(러시아어: Волшебная лампа Аладдина, Aladdin's Magic Lamp)는 러시아(구 소련)에서 제작된 보리스 리트사레브 감독의 1967년 모험, 판타지, 멜로/로맨스 영화이다. 보리스 비스트로브 등이 주연으로 출연하였다.

## 출연

### 주연
- 보리스 비스트로브
- 도도 초고바드제

### 조연
- 안드레이 파이트
- 오타르 코베리제
- 에카테리네 베루라슈빌리